# Kokopo
Kokopo is een stad op het eiland Nieuw-Brittannië van Papoea-Nieuw-Guinea. Het is sinds 1994 de (nieuwe) hoofdstad van de provincie East New Britain. In dat jaar liep de toenmalige hoofdstad Rabaul door de uitbarsting van de vulkanen Tavurvur en Vulkan zeer zware schade op.
Kokopo was bekend als Herbertshöhe toen het gebied behoorde tot Duits Nieuw-Guinea, een Duitse kolonie in Oceanië tussen 1884 en 1913. Na de Eerste Wereldoorlog verloor Duitsland het gebied aan Australië.